# Маккеллар, Кеннет (политик)
Кеннет Дуглас Маккеллар (англ. Kenneth Douglas McKellar; 29 января 1869, округ Даллас, Алабама, США — 25 октября, 1957, Мемфис, Теннесси, США) — политик, сенатор США от штата Теннесси, член Демократической партии.

## Биография
Кеннет Маккеллар родился 29 января 1869 года в округе Даллас, в штате Алабама. В 1892 году окончил юридическую школу университета штата Алабама, после чего переехал в город Мемфис, в штате Теннесси, где в том же году поступил на работу в адвокатскую контору.
Впервые был избран в Палату представителей на дополнительных выборах в ноябре 1911 года, сменив Джорджа Гордона в 10-м избирательном округе штата Теннесси, куда входил город Мемфис. Он был переизбран в 1914 году и работал в Палате представителей до своего избрания в Сенат в 1916 году.
На выборах в Сенат Кеннет Маккеллар баллотировался от демократов, опередив на предварительных выборах действовавшего сенатора Люка Ли и победив на всеобщих выборах Бена Хупера, бывшего губернатора штата Теннесси, баллотировавшегося от республиканцев. Неоднократно переизбирался в Сенат: в 1922 году, одержав победу над бывшим сенатором Ньюэллом Сандерсом, в 1928 году, победив бывшего заместителя генерального прокурора Джеймса Александра Фаулера, в 1934 году, снова победив Бена Хупера, в 1940 году, одержав победу над Говардом Бейкером-старшим, и 1946 году, победив Уильяма Лэдда.
В начале своей политической карьеры в Сенате Кеннет Маккеллар придерживался прогрессивных взглядов, поддерживая реформы президента Вудро Вильсона и ратификацию Версальского договора. Он также решительно поддержал новый курс администрации Рузвельта, особенно создание в 1933 году Tennessee Valley Authority (TVA) — федеральной корпорации для обеспечения судоходства, предотвращения наводнений, производства электроэнергии и удобрений и общего экономического развития района Долины Теннесси. Кеннет Маккеллар был также близким союзником Эдварда Халла Крампа, видного политического деятеля в Мемфисе.
Несмотря на то, что одним из первых поддержал президента Франклина Рузвельта, Кеннет Маккеллар, придерживаясь более консервативных взглядов, неоднократно вступал в конфликт с его администрацией. Самым известным из них стала длительная вражда с Дэвидом Лилиенталем, назначенцем президента на пост главы Tennessee Valley Authority (TVA).
Как ответственный член Комитета по ассигнованиям Кеннет Маккеллап вынудил руководство Tennessee Valley Authority (TVA) в полном объёме возместить убытки землевладельцев, чье имущество было передано в корпорацию для таких целей, как строительство плотин. Он дважды занимал пост временного президента Сената. После внезапной смерти президента Франклина Делано Рузвельта, заменивший его вице-президент Гарри Трумэн не мог назначить преемника, и Кеннет Маккеллар стал неофициальным вице-президентом США. Он также занимал посты председателя Комитета по делам государственной службы, почтовой связи и дорожного комитета и влиятельного Комитета по ассигнованиям в 1945−1947 и 1949−1953 годах.
Кеннет Маккеллар является единственным сенатором от штата Теннесси, прослуживших в Сенате более трех полных сроков. В 1952 году он баллотировался в седьмой раз, став первым сенатором, сделавшим это, но проиграл на предварительных выборах демократов конгрессмену Альберту Гору-старшему.
Кеннет Маккеллар умер 25 октября 1957 года и похоронен на кладбище Элмвуд в Мемфисе, в штате Теннесси.
В 1942 году Кеннет Маккеллар издал книгу о своих предшественниках в Сенате от штата Теннесси, которая называется «Сенаторы Теннесси глазами их преемника».
В честь него названы озеро Маккеллар на юго-западе Мемфиса и аэропорт Маккеллар-Сайпс в Джексоне, в штате Теннесси
На экране образ политика был воплощён актёрами Эдом Брюсом в фильме «Враги общества» (2009) и Майклом О’Нилом в фильме «Дж. Эдгар» (2011).